# コーアツ工業
コーアツ工業株式会社（コーアツこうぎょう）は、鹿児島県鹿児島市に本社を置くPC橋の施工などを行う建設会社である。また、コンクリート2次製品の製造も行っている。

## 沿革
- 1959年（昭和34年）11月 - 南日本高圧コンクリート株式会社設立。
- 1990年（平成 2年） 1月 - 現社名に変更。
- 1999年（平成11年） 7月 - 株式を店頭公開。
- 2001年（平成13年） 5月 - 大阪証券取引所2部、福岡証券取引所上場。
- 2007年（平成19年）10月 - 連結子会社 南日本基礎工業株式会社を吸収合併。
- 2010年（平成22年）12月 - 連結子会社 霧島横川酒造株式会社を譲渡。
- 2013年（平成25年） 7月 - 大阪証券取引所と東京証券取引所の現物株市場統合に伴い、東京証券取引所2部に上場。

## 所在地
- 本社 - 鹿児島県鹿児島市
- 熊本工場 - 熊本県宇城市
- 機材センター - 鹿児島県薩摩川内市
- 大隅工場 - 鹿児島県肝属郡肝付町

## 関連会社
- ケイテック
- さつま郷本舗